# El Durazno, Mezquital
El Durazno är en ort i Mexiko.   Den ligger i kommunen Mezquital och delstaten Durango, i den centrala delen av landet, 700 km nordväst om huvudstaden Mexico City. El Durazno ligger 2 499 meter över havet och antalet invånare är 270.
Terrängen runt El Durazno är kuperad åt nordost, men åt sydväst är den bergig. El Durazno ligger uppe på en höjd. Runt El Durazno är det mycket glesbefolkat, med 3 invånare per kvadratkilometer. Närmaste större samhälle är Llano Grande, 17,2 km norr om El Durazno. I omgivningarna runt El Durazno växer huvudsakligen savannskog.